# 伞花猕猴桃
伞形猕猴桃（学名：Actinidia umbelloides）为猕猴桃科猕猴桃属的植物，为中国的特有植物。分布于中国大陆的云南等地，生长于海拔1,800米至2,000米的地区，一般生长在混交林中。

## 变种
- 扇叶猕猴桃（学名：Actinidia umbelloides var. flabellifolia）为猕猴桃科猕猴桃属伞花猕猴桃的变种。分布在中国大陆的云南等地，生长于海拔1,800米的地区。